# Ferdinand Leitner

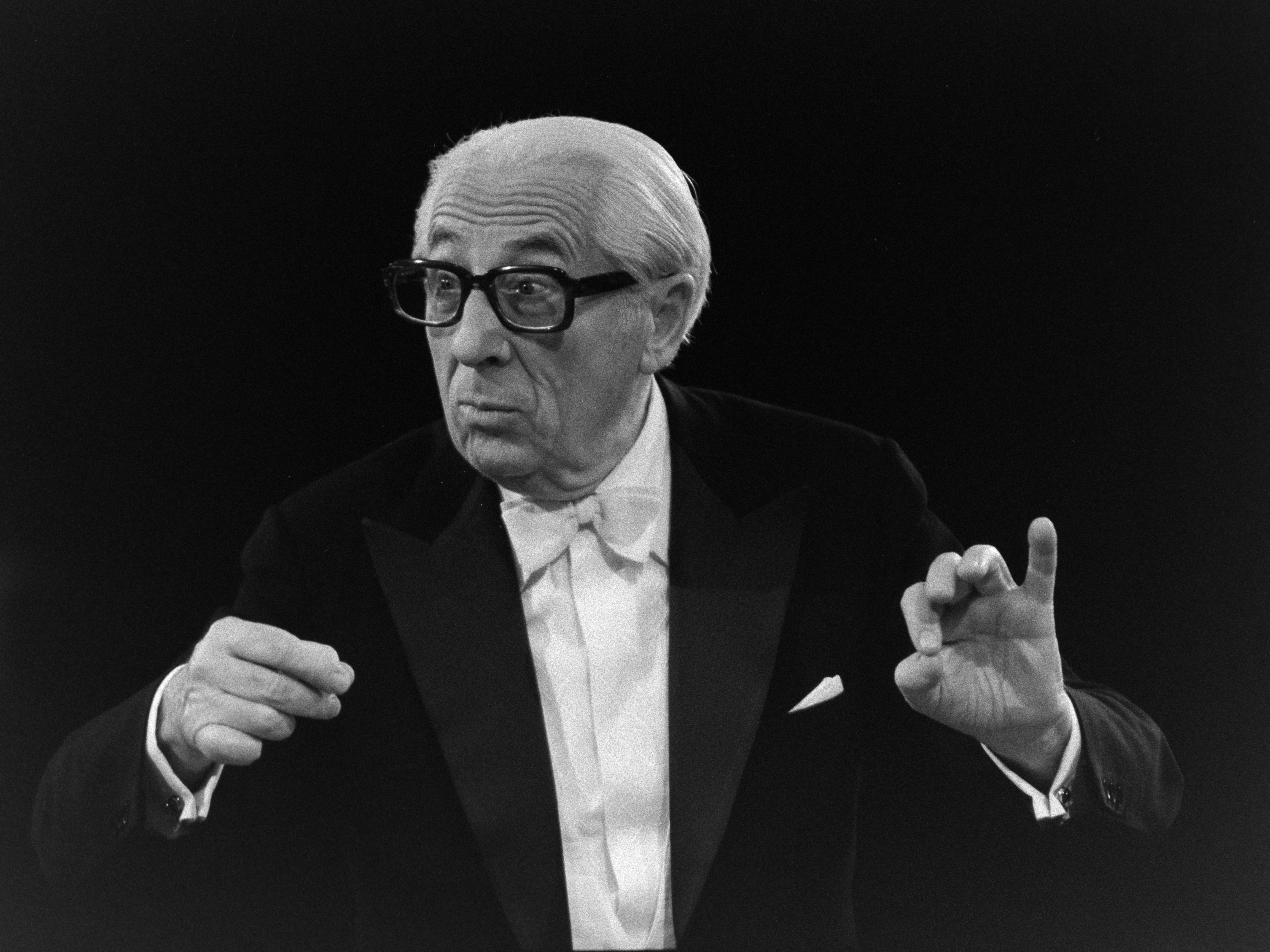
Der deutsche Dirigent Ferdinand Leitner bei einer Probe mit den Bamberger Symphonikern 1985.

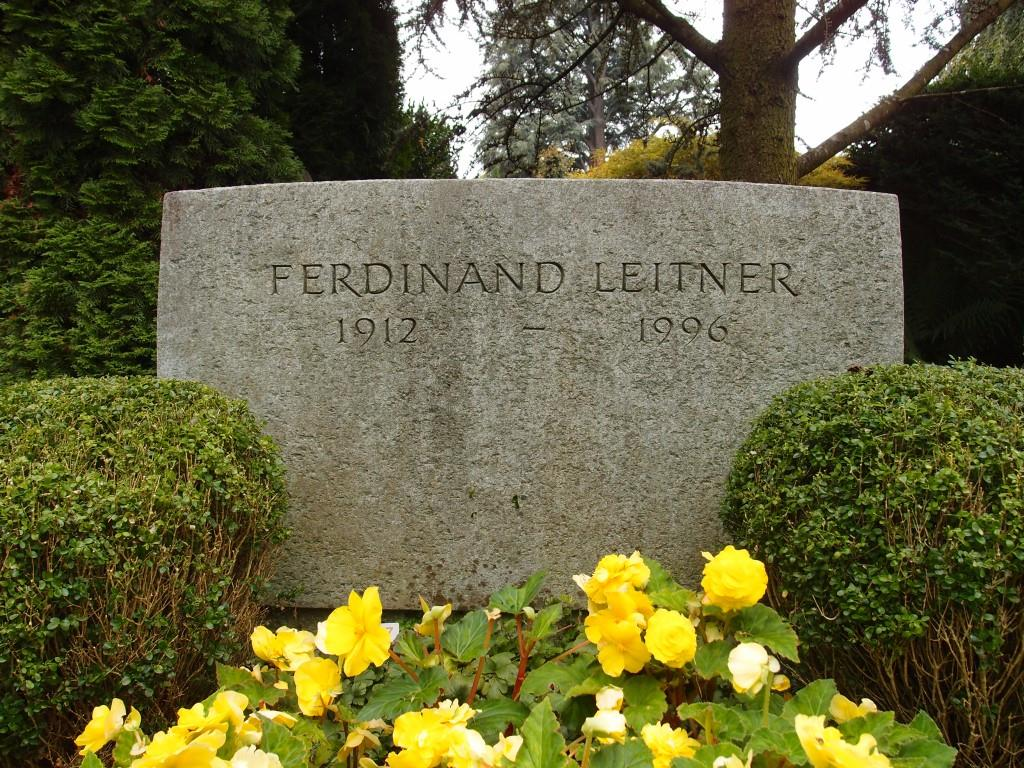
Grab des Dirigenten Ferdinand Leitner (1912–1996) auf dem Friedhof Enzenbühl in Zürich

Ferdinand Leitner (* 4. März 1912 in Berlin; † 3. Juni 1996 auf der Forch bei Zürich) war ein deutscher Dirigent.

## Leben
Leitner, der bereits mit 18 Jahren einen Chor leitete, studierte an der Musikhochschule in Berlin bei Franz Schreker und Julius Prüwer, später auch bei Artur Schnabel und Karl Muck. Er begann seine Tätigkeit zunächst als Pianist, besonders als Begleiter von Georg Kulenkampff und Ludwig Hoelscher, stieg dann durch Fritz Busch in den dreißiger Jahren auch als Dirigent auf und war, obwohl im Dritten Reich von der tonangebenden Schicht im Kulturleben hintangestellt, 1943 bis 1945 Dirigent des Theaters am Nollendorfplatz in Berlin. 
1945 bis 1946 in Hamburg, 1946 bis 1947 in München, fand er ab 1947 als Generalmusikdirektor des Württembergischen Staatsorchesters Stuttgart eine Stelle, die er – wie das starke Interesse des Auslands an Gastspielen zeigte – überaus erfolgreich ausfüllte und in der er bis 1969 blieb, als er ans Opernhaus Zürich ging, das er erst 1984 wieder verließ. Gleichzeitig war er von 1976 bis 1980 in Den Haag tätig.
In Stuttgart ist ein Fußgänger- und Radfahrer-Steg nach ihm benannt (Ferdinand-Leitner-Steg), der den oberen Teil des Stuttgarter Schlossgartens, bei dem sich das Staatstheater befindet, mit dem mittleren Teil des Schlossgartens verbindet, in dem sich derzeit eine Baustelle für Stuttgart 21 befindet.

## Wirken
Bekannt ist er vor allem als Operndirigent (Lieblingskomponisten: Wagner, Richard Strauss, Mozart), der sich auch der Oper des 20. Jahrhunderts annahm (Carl Orff, Othmar Schoeck, Karl Amadeus Hartmann). Als solcher wirkte er nach Erich Kleiber 1956 auch am Teatro Colón in Buenos Aires bei der Aufführung deutscher Opern. 1950 und 1980 leitete er die Uraufführung von Bühnenwerken Hermann Reutters.
Bekannt wurde Leitner auch durch seine Zusammenarbeit mit der Cappella Coloniensis, die er 1959 anlässlich des 200. Todestages von Georg Friedrich Händel zum ersten Mal dirigierte. Durch diese Zusammenarbeit etablierte sich Leitner auch als ernstzunehmender Dirigent im Bereich der Historischen Aufführungspraxis.
Seine über 300 Schallplattenaufnahmen umfassen aber auch die Sinfonien der Romantik.